# Georg Ludewig Eitel von Gilsa
Georg Ludewig Eitel von Gilsa (* 30. Juni 1775 in Gilsa; † 12. September 1812 in Borodino) war ein deutscher Oberst und Kommandeur des  1. Westfälischen Kürassier-Regiments.

## Leben

### Herkunft und Familie
Georg Ludewig Eitel von Gilsa entstammte dem hessischen Adelsgeschlecht derer von Gilsa, das seinen Stammsitz in Gilsa hat und aus dem zahlreiche namhafte Persönlichkeiten hervorgegangen sind.  Er war ein  Sohn des Majors Wilhelm Friedrich Eitel von Gilsa (1744–1784) und dessen Ehefrau Lisette Ernestine Wilhelmine von Urff (1751–1784).
Am 7. Juni 1800 heiratete er in Marburg Klementine von Cronenberg (1774–1832), mit der er die Kinder
Wilhelm Eitel Josias Karl Hans (1801–1831, kurhessischer Leutnant), Amöne Sophie (1805–1875), Friedrich (1808–1886),  Felix Julius Ernst (1810–1862) und Klementine Marianne Karoline (1812–1882, ∞ Ernst Alexander von und zu Löwenstein) hatte.

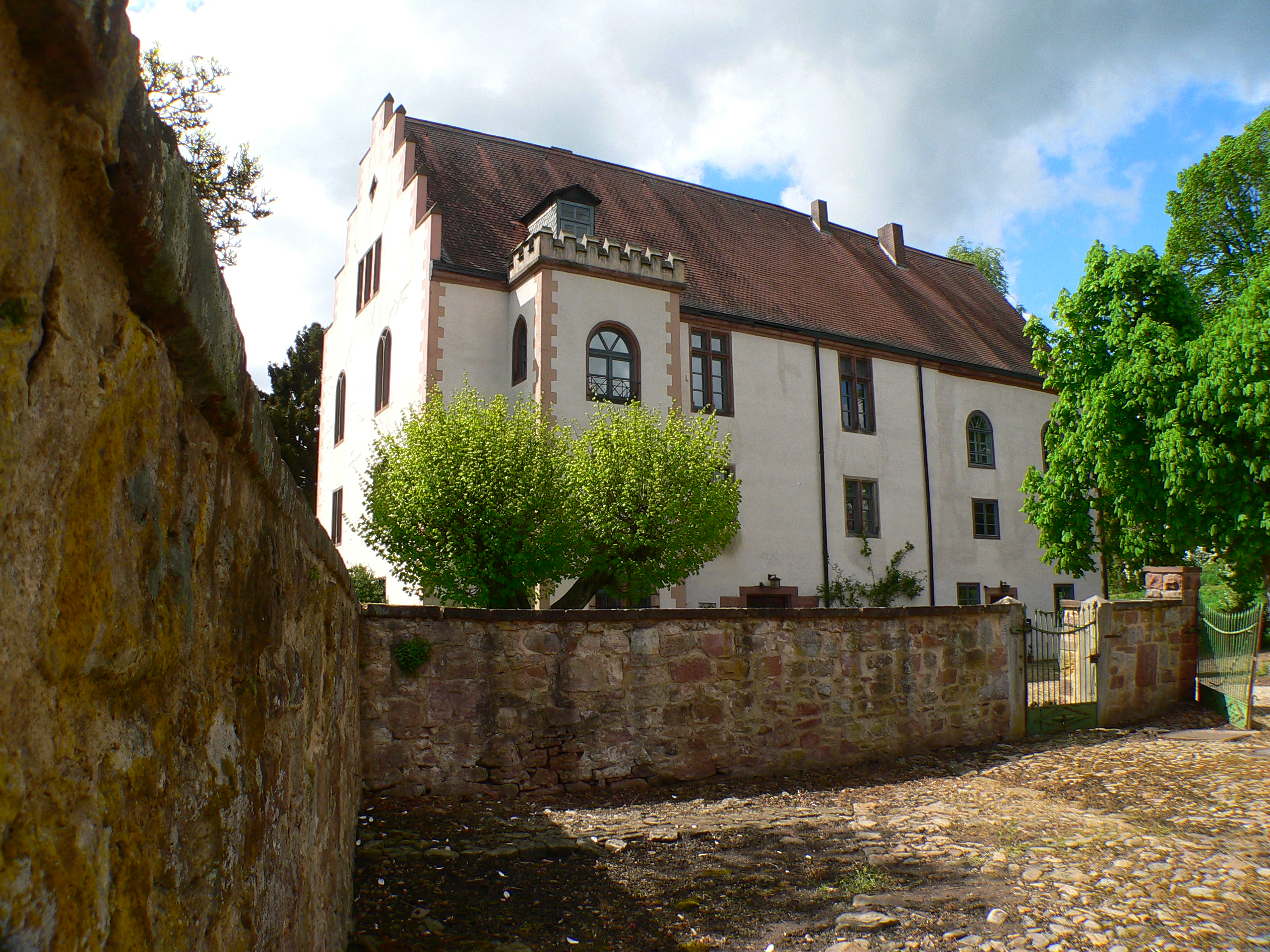
Schloss Gilsa, Stammsitz der Adelsfamilie von Gilsa

### Wirken
Er trat in die Armee des Königreichs Westphalen ein und kam 1808 in das neu gegründete 1. Westfälische Kürassier-Regiment, wo er Gendarmerie-Kapitän (Hauptmann) wurde. Im Mai 1809 stieg er zum Eskadronchef auf und wurde bereits sechs Monate später zum Stellvertreter des Regimentskommandeurs ernannt und zum Oberst befördert.
Seit dem 20. April 1811 befehligte er als Oberst das Kürassierregiment und nahm mit ihm am Russlandfeldzug 1812 teil. In der Schlacht bei Borodino erlitt er am 7. September 1812 so schwere Verwundungen, dass er am 12. September an deren Folgen verstarb.